# Église Saint-Jean du Vieux-Bourg
L'église Saint-Jean du Vieux-Bourg est une église située à Lusanger, en France.

## Localisation
L'église est sur le carrefour central du Vieux Bourg dans l’est de la commune de Lusanger, dans le département de la Loire-Atlantique.

## Historique
Le monument est inscrit au titre des monuments historiques en 1997.